# Sougueur (distrito)
Sougueur é um distrito localizado na província de Tiaret, Argélia. Sua capital é a cidade de mesmo nome. A população total do distrito era de 107 530 habitantes, em 2008.[carece de fontes?]

## Comunas
O distrito está dividido em quatro comunas:
- Sougueur
- Faidja
- Si Abdelghani
- Tousnina